# 杜市镇 (丰城市)
杜市镇，是中华人民共和国江西省宜春市丰城市下辖的一个乡镇级行政单位。

## 行政区划
杜市镇下辖以下地区：
杜市社区、固庄村、徐家村、邹家村、朱揭村、茂溪村、田溪村、南溪村、兰溪村、横岗村、门前村、长宁村、口前村和后岗村。